# William Titt
William Stephen Titt (Cork, Irlanda, 8 de febrer de 1881 – Cardiff, Gal·les, 5 d'abril de 1956) va ser un gimnasta artístic irlandès que va competir a començament del segle xx. Nascut William Lebeau canvià el seu cognom pel de Titt pel seu padrastre. Quan aquest morí recuperà el cognom de naixement.
El 1908 va prendre part en els Jocs Olímpics de Londres, on fou vuitè en la prova del concurs complet per equips del programa de gimnàstica.
Quatre anys més tard, als Jocs d'Estocolm, va guanyar la medalla de bronze en el concurs complet per equips del programa de gimnàstica.